# 필리프 폰 슈바벤 공작

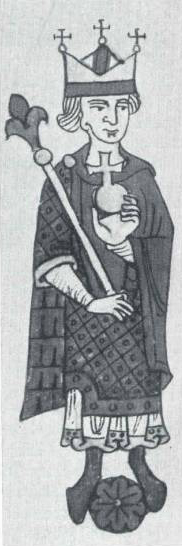
슈바벤의 필립

필리프 폰 슈바벤(Philipp von Schwaben, 1178년 ~ 1208년 6월 21일)은 신성 로마 제국의 황제인 프리드리히 1세의 아들이다. 비잔티움 황제 이사키오스 2세 앙겔로스의 딸 이리니 앙겔리나와 결혼하였다. 호엔슈타우펜가 출신으로 형인 황제 하인리히 6세가 1197년 9월에 죽었을 때 그의 상속자 프리드리히(후의 프리드리히 2세)는 아직 어린 나이였으므로 호엔슈타우펜가를 지지하는 독일의 여러 제후들은 프리드리히의 삼촌인 슈바벤의 필리프를 1198년 3월 독일왕으로 선출했다. 1208년 6월 필리프가 딸을 아내로 주지 않는 것에 원한을 품은 것이 원인이 되어 로마 교황이 옹립한 비텔스바흐가의 바이에른 궁정백 오토 8세 등에 의해 암살되었다.

## 같이 보기
- 알폰소 10세 - 필리프의 외손으로 그의 상속권으로 콘월의 리처드와 경합하게 된다.